# Lazar Hrebeljanović
Stefano Lazzaro Hrebeljanović (in serbo Стефан Лазар Хребељановић?, Stefan Lazar Hrebeljanović; Prilepac, 1329 – Piana dei Merli, 28 giugno 1389) è stato un nobile serbo, principe della Serbia Moravica, figura eroica per la Serbia, nonché santo per la Chiesa ortodossa. Chiamato anche Knez Lazar (in serbo Кнез Лазар) o Zar Lazar, venne ucciso nella storica battaglia della Piana dei Merli contro gli ottomani.

## Biografia
Nato nel villaggio di Prilepac (nei pressi di Novo Brdo), era figlio di Pribac Hrebeljanović, cancelliere imperiale alla corte del sovrano serbo Stefano Uroš IV Dušan. Per questo motivo ricevette una adeguata educazione a corte, e intorno al 1353 sposò la principessa di casa Nemanjić Milica. Dopo la morte di Vukašin Mrnjavčević, divenne uno dei più potenti esponenti dell'aristocrazia serba, tanto da contrapporsi a Sigismondo di Ungheria (1385-1388).
Con altri principi cristiani (come il Re di Bosnia Tvrtko I) prese parte nel giugno 1389 alla battaglia della Piana dei Merli (o Battaglia di Cossovo) contro l'esercito ottomano, nel corso della quale fu fatto prigioniero e ucciso. È stato santificato dalla Chiesa ortodossa serba, ed è noto in diversi canti e delle ballate guerriere sulla battaglia di Cossovo.

## Discendenza
Dalla moglie Milica ebbe otto figli, cinque femmine e tre maschi: 
- Jelena Lazarević (1366 -1443), sposò in prime nozze Đurađ II Balšić e in seconde nozze il granduca Sandalj Hranić
- Mara Lazarević (?-1426), sposò Vuk Branković
- Teodora Lazarević
- Dragana Lazarević (1371-1395), sposò l'imperatore Ivan Shishman di Bulgaria
- Olivera Lazarević (1372-1444), sposò il sultano Bayezid I e cambiò nome in Despina Hatun.
- Dobrovoj Lazarević, morto alla nascita
- Stefano III (1377-19 luglio 1427)[3]
- Vuk Lazarević (1380-6 luglio 1410)